# 擬同型
ホモロジー代数において、擬同型とはチェイン複体（あるいはコチェイン複体）の射 A → B であってホモロジー群（あるいはコホモロジー群）に誘導される射
{\displaystyle H_{n}(A_{\bullet })\to H_{n}(B_{\bullet })\ ({\text{respectively, }}H^{n}(A^{\bullet })\to H^{n}(B^{\bullet }))\ }
がすべての n に対して同型写像であるような射のことをいう。
モデル圏(model categories)の理論では、圏の対象が鎖複体あるいは余鎖複体のときに、擬同型を弱同値(weak equivalence)のクラスとして用いることがある。これはホモトピー論のボスフィールド局所化(Bousfield localization)の意味でホモロジーの局所論に至る。